# Coppa di Giordania
La Coppa di Giordania (in arabo كأس الأردن‎?) è una competizione calcistica giordana che si tiene con cadenza annuale. È organizzata dal 1980 dalla Federazione calcistica della Giordania. 
La squadra più titolata nella competizione è l'Al-Faisaly di Amman, con 21 vittorie.

## Formula
Vi prendono parte 42  squadre (12 della Lega giordana professionistica, 14 della Prima Divisione, 16 della Seconda Divisione), che  si affrontano in partite ad eliminazione diretta sino alla finale. La squadra vincitrice affronta la vincitrice della Lega giordana professionistica, la massima divisione del campionato giordano di calcio, nella gara che assegna la Supercoppa di Giordania. Qualora una squadra vinca nella stessa stagione sia il campionato che la coppa, accede alla gara di supercoppa la finalista perdente della Coppa di Giordania.

## Albo d'oro
| Stagione  | Vincitore                     | Risultato             | Finalista               | Sede della finale               |
| --------- | ----------------------------- | --------------------- | ----------------------- | ------------------------------- |
| 1980      | Al-Faisaly                    | 3 - 0                 | Al Buqa'a               |                                 |
| 1981      | Al-Faisaly                    | 1 - 0                 | Al-Ramtha SC            |                                 |
| 1982      | Al-Wehdat                     | 1 - 0                 | Al-Ramtha SC            |                                 |
| 1983      | Al-Faisaly                    | 2 - 0                 | Al-Ramtha SC            |                                 |
| 1984      | Al-Jazira Amman               | 1 - 0                 | Al-Ahli Amman           |                                 |
| 1985      | Al-Wehdat                     | 1 - 1 (4-3 dtr)       | Al-Faisaly              |                                 |
| 1986      | Al-Arabi Irbid                | 1 - 0                 | Al-Jazira Amman         |                                 |
| 1987      | Al-Faisaly                    | 2 - 1                 | Al-Hussein Irbid        |                                 |
| 1988      | Al-Wehdat (come Al Deffatain) | 2 - 0                 | Al-Faisaly              |                                 |
| 1989      | Al-Faisaly                    | 2 - 1                 | Al-Ramtha SC            |                                 |
| 1990      | Al-Ramtha SC                  | 2 - 1                 | Al-Hussein Irbid        |                                 |
| 1991      | Al-Ramtha SC                  | 1 - 0                 | Al-Wehdat               |                                 |
| 1992      | Al-Faisaly                    | (gruppo di 4 squadre) | Al-Wehdat               |                                 |
| 1993      | Al-Faisaly                    | 3 - 1                 | Al-Ramtha SC            |                                 |
| 1993      | Al-Faisaly                    | 3 - 0                 | Al-Ramtha SC            |                                 |
| 1994      | Al-Faisaly                    | 4 - 0                 | Al-Ramtha SC            |                                 |
| 1996      | Al-Wehdat                     | 0 - 0 (3-1 dtr)       | Al-Ramtha SC            |                                 |
| 1997      | Al-Wehdat                     | 2 - 1                 | Al-Ramtha SC            |                                 |
| 1998      | Al-Faisaly                    | 2 - 1                 | Al-Wehdat               |                                 |
| 1999      | Al-Faisaly                    | 0 - 0 (5-4 dtr)       | Al-Wehdat               |                                 |
| 2000      | Al-Wehdat                     | 2 - 0                 | Al-Faisaly              |                                 |
| 2001      | Al-Faisaly                    | 2 - 0                 | Al-Hussein Irbid        |                                 |
| 2002-2003 | Al-Faisaly                    | 2 - 0                 | Al-Hussein Irbid        |                                 |
| 2003-2004 | Al-Faisaly                    | 3 - 1                 | Al-Hussein Irbid        |                                 |
| 2004-2005 | Al-Faisaly                    | 3 - 0                 | Shabab Al-Hussein Amman |                                 |
| 2005-2006 | Shabab Al-Ordon               | 2 - 1                 | Al-Faisaly              | Stadio Internazionale, Amman    |
| 2006-2007 | Shabab Al-Ordon               | 2 - 0                 | Al-Faisaly              | Stadio Internazionale, Amman    |
| 2007-2008 | Al-Faisaly                    | 3 - 1                 | Shabab Al-Ordon         | Stadio Príncipe Mohammed, Zarqa |
| 2008-2009 | Al-Wehdat                     | 3 - 1                 | Shabab Al-Ordon         |                                 |
| 2009-2010 | Al-Wehdat                     | 1 - 0                 | Al-Arabi Irbid          | Stadio Re Abdullah II, Amman    |
| 2010-2011 | Al-Wehdat                     | 3 - 1                 | Manshia Bani Hassan     | Stadio Internazionale, Amman    |
| 2011-2012 | Al-Faisaly                    | 1 - 0                 | Manshia Bani Hassan     | Stadio Internazionale, Amman    |
| 2012-2013 | That Ras                      | 2 - 1                 | Al-Ramtha SC            | Stadio Internazionale, Amman    |
| 2013-2014 | Al-Wehdat                     | 2 - 0                 | Al Buqa'a               | Stadio Re Abdullah II, Amman    |
| 2014-2015 | Al-Faisaly                    | 2 - 1                 | That Ras                | Stadio Al-Hassan, Irbid         |
| 2015-2016 | Al-Ahli Amman                 | 1 - 0                 | Shabab Al-Ordon         | Stadio Internazionale, Amman    |
| 2016-2017 | Al-Faisaly                    | 1 - 1 (4-2 dtr)       | Al-Jazira Amman         | Stadio Internazionale, Amman    |
| 2017-2018 | Al-Jazira Amman               | 2 - 0                 | Shabab Al-Ordon         | Stadio Internazionale, Amman    |
| 2018-2019 | Al-Faisaly                    | 2- 0                  | Al-Ramtha SC            | Stadio Internazionale, Amman    |
| 2020      | non disputata                 | non disputata         | non disputata           | non disputata                   |
| 2021      | Al-Faisaly                    | 1- 0                  | Al-Salt                 | Stadio Internazionale, Amman    |
| 2022      | Al-Wehdat                     | 1 - 0                 | Al-Aqaba                | Stadio Re Abdullah II, Amman    |
| 2023-2024 | Al-Wehdat                     | 2 - 1                 | Al-Hussein Irbid        | Stadio Al-Hassan, Irbid         |
| 2024-2025 | Al-Wehdat                     | 0 - 0 (3-1 dtr)       | Al-Hussein Irbid        | Stadio Re Abdullah II, Amman    |

## Vittorie per squadra
| Squadra             | Vittorie | Anni vittorie | Finali perse | Anni finali perse                                                          |
| ------------------- | -------- | --- | ------------ | -------------------------------------------------------------------------- |
| Al-Faisaly          | 21       | 1980, 1981, 1983, 1988, 1990, 1992, 1993, 1994, 1995, 1998, 1999, 2001, 2002-2003, 2003-2004, 2004-2005, 2007-2008, 2011-2012, 2014-2015, 2016-2017, 2018-2019, 2021 | 5            | 1985, 1988, 2000, 2005-2006, 2006-2007                                     |
| Al-Wehdat           | 13       | 1982, 1985, 1989, 1996, 1997, 2000, 2008-2009 2009-2010, 2010-2011, 2013-2014, 2022, 2023-2024, 2024-2025                                                            | 4            | 1991, 1992, 1998, 1999                                                     |
| Al-Ramtha SC        | 2        | 1990, 1991 | 11           | 1981, 1982, 1983, 1990, 1993, 1994, 1995, 1996, 1997, 2012-2013, 2018-2019 |
| Shabab Al-Ordon     | 2        | 2005-2006, 2006-2007 | 4            | 2097-2008, 2008-2009, 2015-2016, 2017-2018                                 |
| Al-Jazira Amman     | 2        | 1984, 2017-2018 | 2            | 1986, 2016-2017                                                            |
| Al-Arabi Irbid      | 1        | 1986 | 1            | 2009-2010                                                                  |
| That Ras            | 1        | 2012-2013 | 1            | 2014-2015                                                                  |
| Al-Ahli Amman       | 1        | 2015-2016 | 1            | 1984                                                                       |
| Al-Hussein Irbid    | -        | ----- | 7            | 1987, 1990, 2001, 2002-2003, 2003-2004, 2023-2024, 2024-2025               |
| Manshia Bani Hassan | -        | ----- | 2            | 2010-2011, 2011-2012                                                       |
| Al Buqa'a           | -        | ----- | 2            | 1980, 2013-2014                                                            |
| Al-Aqaba            | -        | ----- | 1            | 2022                                                                       |
| Al-Salt             | -        | ----- | 1            | 2021                                                                       |
| Shabab Al-Hussein   | -        | ----- | 1            | 2004-2005                                                                  |